# Sept-Vents
Sept-Vents (normannisch Sévans) ist eine ehemalige französische Gemeinde mit zuletzt 415 Einwohnern (Stand 1. Januar 2013) im Département Calvados in der Region Normandie; sie gehörte zum Arrondissement Vire.
Die Gemeinde Sept-Vents wurde am 1. Januar 2017 mit Dampierre, La Lande-sur-Drôme und Saint-Jean-des-Essartiers zur neuen Gemeinde Val de Drôme zusammengeschlossen.

## Bevölkerungsentwicklung
| Jahr      | 1962 | 1968 | 1975 | 1982 | 1990 | 1999 | 2008 | 2016 |
| Einwohner | 427  | 374  | 332  | 331  | 341  | 361  | 404  | 439  |

## Persönlichkeiten
- Jean-Louis Giraud-Soulavie (1751–1813), Geograf, Geologe, Vulkanologe und Historiker, 1787–1791 Pfarrer von Sept-Vents